# CD1E
CD1E (англ. CD1e molecule) – білок, який кодується однойменним геном, розташованим у людей на короткому плечі 1-ї хромосоми.  Довжина поліпептидного ланцюга білка становить 388 амінокислот, а молекулярна маса — 43 626.
| 10         |  | 20         |  | 30         |  | 40         |  | 50         |
| ---------- |  | ---------- |  | ---------- |  | ---------- |  | ---------- |
| MLLLFLLFEG |  | LCCPGENTAA |  | PQALQSYHLA |  | AEEQLSFRML |  | QTSSFANHSW |
| AHSEGSGWLG |  | DLQTHGWDTV |  | LGTIRFLKPW |  | SHGNFSKQEL |  | KNLQSLFQLY |
| FHSFIQIVQA |  | SAGQFQLEYP |  | FEIQILAGCR |  | MNAPQIFLNM |  | AYQGSDFLSF |
| QGISWEPSPG |  | AGIRAQNICK |  | VLNRYLDIKE |  | ILQSLLGHTC |  | PRFLAGLMEA |
| GESELKRKVK |  | PEAWLSCGPS |  | PGPGRLQLVC |  | HVSGFYPKPV |  | WVMWMRGEQE |
| QRGTQRGDVL |  | PNADETWYLR |  | ATLDVAAGEA |  | AGLSCRVKHS |  | SLGGHDLIIH |
| WGGYSIFLIL |  | ICLTVIVTLV |  | ILVVVDSRLK |  | KQSSNKNILS |  | PHTPSPVFLM |
| GANTQDTKNS |  | RHQFCLAQVS |  | WIKNRVLKKW |  | KTRLNQLW   |  |            |

A: Аланін

C: Цистеїн

D: Аспарагінова кислота

E: Глутамінова кислота

F: Фенілаланін

G: Гліцин

H: Гістидин

I: Ізолейцин

K: Лізин

L: Лейцин

M: Метіонін

N: Аспарагін

P: Пролін

Q: Глутамін

R: Аргінін

S: Серин

T: Треонін

V: Валін

W: Триптофан

Задіяний у таких біологічних процесах як адаптивний імунітет, імунітет, поліморфізм. 
Білок має сайт для зв'язування з ліпідами. 
Локалізований у мембрані, лізосомі, апараті гольджі, ендосомах.